# Mammea pseudoprotorhus
Mammea pseudoprotorhus là một loài thực vật có hoa trong họ Calophyllaceae. Loài này được (H. Perrier) P.F. Stevens mô tả khoa học đầu tiên năm 2005.